# Boks na Igrzyskach Azji Południowej 1995
Boks na Igrzyskach Azji Południowej 1995 – zawody bokserskie, które odbyły się w grudniu podczas 7. edycji igrzysk Azji Południowej w indyjskim mieście Madras. 
Zawodnicy rywalizowali w dwunastu kategoriach wagowych, a w każdej kategorii czterech zawodników stawało na podium.

## Medaliści
| Kategoria wagowa                | Złoto                | Srebro                    | Brąz                                   |
| Waga papierowa (−48 kg)         | Debendra Thapa       | Abdul Rashid Qambrani     | Hari Bahadur Giamaian Kumara           |
| Waga musza (−51 kg)             | Iran Shagar Dandu    | M.A.B. Ratnavike          | Akhtar ul Amin Ali Muhammad Qambrani   |
| Waga kogucia (−54 kg)           | Shabir Sihilkar      | Abdul Khaliq              | Asad ur Rehman Cheroten Teshoring      |
| Waga piórkowa (−57 kg)          | Devarajan Venkatesan | Madiyanselage Walisundara | Tandin Dukpa Nima Tamang               |
| Waga lekka (−60 kg)             | Bhushan Saini        | Rehan Ali Sardar          | Rana Mager Sher Lamappuge Parera       |
| Waga lekkopółśrednia (−63,5 kg) | Vankats Devanand     | Usman Ullah Khan          | Man Shristha Krisana A.N. Pramachandra |
| Waga półśrednia (−67 kg)        | Tuk Bahadur Thapa    | Abdul Rashid Baloch       | Moin uz Zaman Pupkanknamge             |
| Waga lekkośrednia (−71 kg)      | Abdul Rasheed        | Lalit Prasad              | Mohamed Abu Shakil Puma Bahadur Gurung |
| Waga średnia (−75 kg)           | Shahbir Thapa        | Mohamed Tanvir Butt       | Mohamed Zulfiqar Rana Bahadur Saud     |
| Waga półciężka (−81 kg)         | Gurcharan Singh      | Muhammad Asghar           | Chitra Bahadur Gurung                  |
| Waga ciężka (−91 kg)            | Lakha Singh          | Mohamed Allaouddin        | Raj Kapur Thapasia                     |
| Waga superciężka (+91 kg)       | Safarish Khan        | Raj Kumar Sangwan         | Danol Suraj                            |

## Tabela medalowa
| Pozycja | Państwo    |   |   |   | Łącznie |
| ------- | ---------- | - | - | - | ------- |
| 1       | Indie      | 9 | 2 | 0 | 11      |
| 2       | Pakistan   | 2 | 6 | 1 | 9       |
| 3       | Nepal      | 1 | 0 | 9 | 10      |
| 4       | Bangladesz | 0 | 2 | 5 | 7       |
| 5       | Sri Lanka  | 0 | 2 | 4 | 6       |
| 6       | Bhutan     | 0 | 0 | 2 | 2       |